# Carlos Geraldo Langoni
Carlos Geraldo Langoni (Nova Friburgo, 24 luglio 1944 – Rio de Janeiro, 13 giugno 2021) è stato un economista e banchiere brasiliano.

## Biografia
Laureato presso l' Università federale di Rio de Janeiro, fu Presidente della Banca Centrale del Brasile dal 1980 al 1983, allorché si dimise in seguito a contrasti interni.
Langoni è morto nel 2021, vittima di complicazioni da COVID-19. 